# اچ‌ام‌اس رایندیر (۱۸۰۴)
اچ‌ام‌اس رایندیر (۱۸۰۴) (به انگلیسی: HMS Reindeer (1804)) یک کشتی بود که طول آن ۱۰۰ فوت ۰ اینچ (۳۰٫۴۸ متر) بود. این کشتی در سال ۱۸۰۴ ساخته شد.